# Distretto di Radzyń Podlaski
Il distretto di Radzyń Podlaski (in polacco powiat radzyński) è un distretto polacco appartenente al voivodato di Lublino.

## Geografia antropica

### Suddivisioni amministrative
Il distretto comprende 8 comuni.
- Comuni urbani: Radzyń Podlaski
- Comuni rurali: Borki, Czemierniki, Kąkolewnica Wschodnia, Komarówka Podlaska, Radzyń Podlaski, Ulan-Majorat, Wohyń